# Snobs
Snobs (2003–2004) – australijski serial przygodowy wyprodukowany przez Southern Star Group.
Jego światowa premiera odbyła się 29 września 2003 roku na kanale Nine Network. W Polsce serial nadawany był dawniej na kanale TVP1.

## Obsada
- Indiana Evans jako Abby Oakley
- Ella Roberts jako Pia Freeman
- Ross Pirelli jako Marian Freeman
- Mathew Waters jako Spike Freeman
- Brooke Callahgan jako Brook Bellingham
- Anne Burbrook jako pani Church
- Denis Kacenga jako Marian
- Matt Nicholls jako Rollo
- Brian Wallace jako Golfer
- Raphael Dickson jako Jason
- John Derum jako pan Alexander
- Alec Hughes jako Ryan Grainger

i inni